# Ancient Bohemian Legends

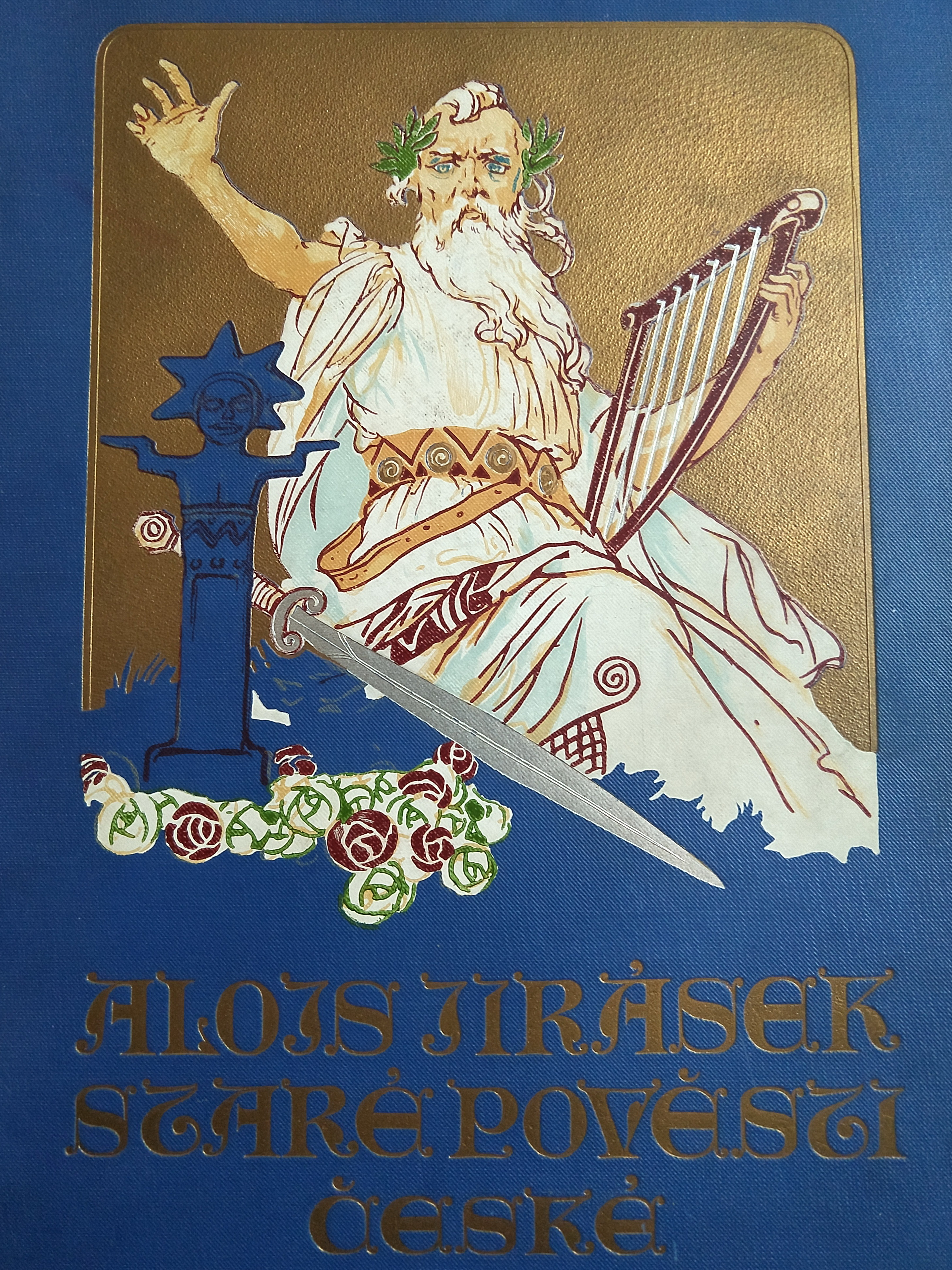
Sách Ancient Bohemian legends (phiên bản từ năm 1932)

Ancient Bohemian legends (Staré pověsti české in Czech) là một cuốn sách Alois Jirásek được chắp bút vào năm 1894. Sách mô tả các sự kiện trong lịch sử Séc dựa trên ảnh hưởng của dân gian và một số đoạn lịch sử đời thực. Hình mẫu được dựa trên các cuốn Chronicle of Hájek, Cosmas Chronicle của Bohemia và Chronicle của Dalimil, những biên niên sử khác lâu đời hơn của Séc và nhiều nguồn khác cũng được dùng đến. Sách chi làm các truyền thuyết như Maidens' War, Libuše và Přemysl, Con gái của Krok, Bohemian Arrival và Golem of Prague. Cuốn sách đã có ba phần: Ancient Bohemian Legends, Legends of the Christian era và From ancient prophecies.

## Các truyền thuyết cổ đại của người Bohemia

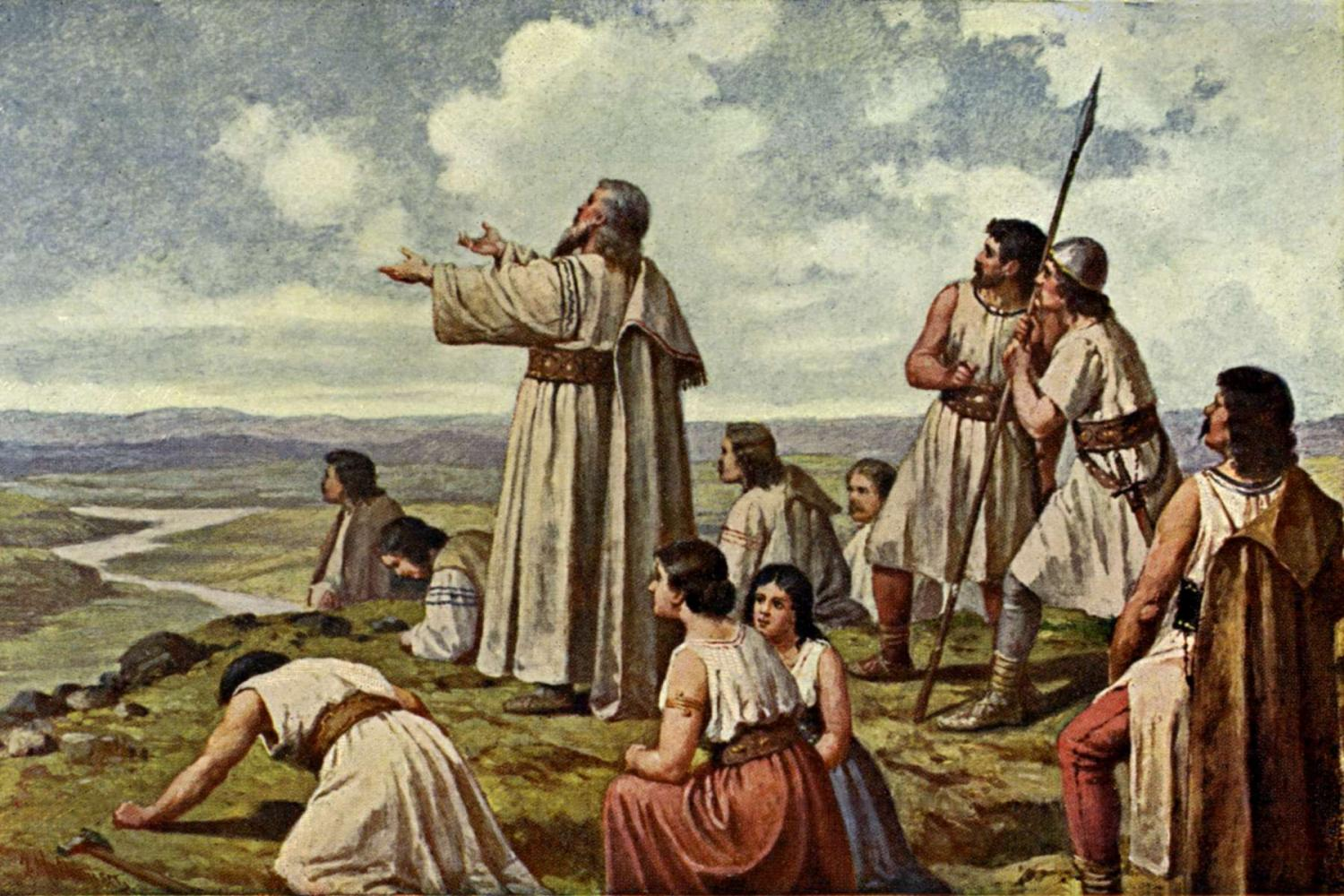
Čech trên Núi Říp

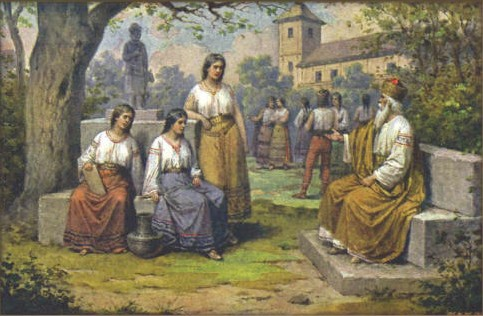
Công tước Krok cùng ba cô con gái: Libuše, Kazi, and Teta

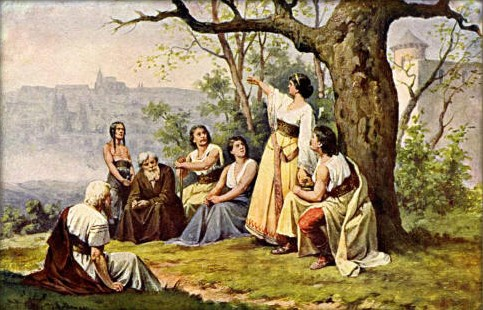
Công chúa Libuše tiên tri về vinh quang của Praha

### Tổ tiên Čech
Theo thần thoại, một số người Slav đến từ khu vực giữa Sông Vistula và núi Carpathia đã khởi hành về hướng Tây để tìm kiếm những mảnh đất màu mỡ. Họ được dẫn đầu bởi Tổ tiên Čech và anh trai ông, Lech. Sau một quãng thời gian dài chu du (có lẽ là trong nhiều năm), họ đã đặt chân đến một vùng đất có nhiều cây cối rậm rạp.
Tổ tiên Čech đã leo lên Núi Říp và trông mắt quang vùng đất rồi. Rồi ông được cho là đã nói: "Ồ, các bạn hiền, các bạn đã chịu đựng gian khổ cùng tôi khi chúng ta đi lang thang trong những cánh rừng tưởng như không thể vượt qua; cuối cùng chúng ta đã đặt chân đến quê hương của mình. Đây là đất nước tuyệt vời nhất, được sinh ra để dành cho các bạn. Ở đây các bạn sẽ không bỏ lỡ bất cứ điều gì, nhưng bạn sẽ hài lòng với sự an toàn vĩnh viễn nơi đây. Giờ vùng đất ngọt ngào và xinh đẹp này đang nằm trong tay các bạn, hãy nghĩ ra một cái tên cho phù hợp."
Người Bohemia đã đặt tên quê nhà của họ theo tên các vị thủ lĩnh và tổ tiên của họ: Čechy. Trong cơn xúc động, Čech trả lời: "Hãy chúc phúc cho miền đất hứa của chúng con, bởi hàng vạn điều ước mong mỏi từ chúng con, cứu chúng con khỏi những tổn hại và kế cận giòng dống từ thế hệ này sang thế hệ khác.".
Sau đấy một số người Slav xung quanh Lech nổi dậy và rời Bohemia; họ chọn định cư ở Ba Lan. Čech là công tước (vojvoda) của vùng đất trong khoảng thời gian dài. Đất nước của ông rất yên bình, không trộm cắp và mọi thứ đều tốt đẹp. Nhưng sau cái chết của Čech, đạo đức đã sớm bị thoái trào.

### Krok và các con gái của ông
Krok là người cai trị bộ lạc người Bohemia, ngày nằm ở quận Kladno. Ông là người công minh và giữ gìn bộ lạc yên ổn. Khi người Bohemian nhận thấy sự khôn ngoan và minh bạch của ông, họ đã chọn ông làm người cai quản mới của họ.
Krok và vợ ông Niva (literally Lea, Mead) có ba cô con gái: con gái lớn Kazi, thông thạo mọi loại cây thảo mộc, là một thầy lang pháp sư; con gái thứ Teta đã dạy cho người Bohemia cách thờ cúng các vị thần, thần tượng và tiên nữ của họ; cô con gái út Libuše là một nhà tiên tri. Libuše cực kỳ tốt bụng và thuần khiết đến mức Bohemia đã bầu cô làm người cai trị mới sau cái chết của Krok.

## Chuyển thể
- Bộ phim hoạt hình múa rối Old Czech Legends dựa trên các câu chuyện trong sách, do nhà làm phim hoạt hình người Séc Jiří Trnka làm đạo diễn, được phát hành vào năm 1953. Năm 1961, cuốn sách cùng với phần minh hoạ của Trnka được xuất bản.
- Năm 2009, một phim dài lịch sử kỳ ảo của Séc-Mỹ, The Pagan Queen về Công chúa Libuše, đã được sản xuất.

## Các bản dịch
- Cuốn sách đã được dịch sang tiếng Nga (1899, Старинныя сказания чешскаго народа; 1987, Старинные чешские сказания), tiếng Slovakia (1951, Staré povesti české), tiếng Romania (1955, Vechi povestiri cehe), tiếng Anh (1963, Legends of Old Bohemia;  1992, Old Czech Legends), tiếng Mongoli (1965, Эртний Чех домог тууж), tiếng Đức (1975, Böhmens alte Sagen), tiếng Bulgary (1978, Старинни чешки предания), tiếng Hungary (1984, Régi cseh mondák), tiếng Ba Lan (1989, Stare podania czeskie), tiếng Ý (1989, Racconti e leggende della Praga d'oro) và tiếng Nhật (2011, チェコの伝説と歴史).[1][2]